# Serrat dels Rovellons (Lladurs)
|  | Aquest article tracta sobre el Serrat dels Rovellons de Lladurs. Vegeu-ne altres significats a «Serrat dels Rovellons (Castellar de la Ribera)». |

El Serrat dels Rovellons és una muntanya de 802 metres que es troba al municipi de Lladurs, a la comarca catalana del Solsonès.